# Unruoch III del Friul
Unruoch III del Friul (c. 841-874), —también llamado Enrico— fue el mayor de los hijos supervivientes y el sucesor de Everardo del Friul y de su madre Gisela.

## Biografía
Unruoch se casó con Ava, hija de Liutfrido de Monza, y de ese matrimonio nació Everardo de Sulichgau; a su vez, Ava era nieta por parte paterna de Hugo de Tours y Ava de Morvois.
En el año 872 siguió al emperador Luis II el Joven en la expedición contra los sarracenos en la Italia meridional, obteniendo una importante victoria en Capua, ciudad que habían ocupado en 840.
A su muerte, dada la joven edad de su hijo le sucedió su hermano Berengario del Friul, futuro rey de Italia y emperador.
Tuvo también una hija que se hizo monja en un monasterio de Brescia y fue raptada por hombres de Liutgardo de Vercelli, siendo forzada a casarse con uno de sus parientes.